# 122 (število)
122 (stó dváindvájset) je naravno število, za katero velja 122 = 121 + 1 = 123 - 1.

## V matematiki
- sestavljeno število.
- polpraštevilo.
- ne obstaja noben takšen cel x, da bi veljala enačba φ(x) = 122.
- ne obstaja noben takšen cel x, da bi veljala enačba x - φ(x) = 122.

## Drugo

### Leta
- 122 pr. n. št.
- 122, 1122, 2122